# Hearts and Flowers
Hearts and Flowers war eine Band aus Los Angeles, die Folk-Rock und Country-Rock spielte, etwa im Stil der Byrds.

## Geschichte
Bernie Leadon war zeitweise Mitglied der Gruppe, bevor er mit den Eagles bekannt wurde. Zur Besetzung gehörten bei der Gründung Larry Murray (Gesang, Gitarre), Dave Dawson (Gesang, Gitarre, Autoharp) und Rick Cunha (Gesang, Gitarre).
Die einzelnen Mitglieder hatten sich bei den wöchentlichen Montagabend-Jamsessions im Troubador kennengelernt, die Larry Murray leitete. Rick Cunha und Dave Dawson, die im Duo spielten, waren neu dort, da sie erst kurz zuvor aus Hawaii in die Gegend gezogen waren. Nach ein paar Picking-Sessions wuchs das Trio zusammen und begann aufzutreten.
"Wir hatten einen einzigartigen Sound, einen sehr seltsamen Sound, vor allem weil wir herausfanden, dass das, was wir am besten konnten, alte, traditionelle Country-Hillbilly-Musik war", erzählt Larry Murray John Einarson. "Das wurde der Kern von dem, was wir taten, wir drei, und von dort aus haben wir es weitergeführt."
Der Sound der Gruppe wurde als "Merle Haggard-meets-Sgt. Pepper" beschrieben, was auf die weitreichenden Einflüsse zurückzuführen ist, die jedes Mitglied in Hearts and Flowers einbrachte. Dazu gehörten der bereits erwähnte Merle Haggard, aber auch Buck Owens, die Louvin Brothers, die Everly Brothers, die Country Gentlemen, die Beatles und Bob Dylan. Mit solch unorthodoxen Einflüssen – und der Tatsache, dass die Band die Autoharp spielte – war die Gruppe hin- und hergerissen in der Frage, welche Richtung sie einschlagen sollte. "Wenn es nach uns gegangen wäre, wären wir in Richtung Country gegangen", sagt Cunha. "Wir wollten, dass es kommerziell ist und in den Pop-Markt passt, aber wenn man es uns überlassen hätte, wäre es noch mehr Country gewesen. Die Produktion hat das verändert, was wir eigentlich machen wollten."
In der Zwischenzeit beeinflussten Hearts and Flowers einige örtliche Musiker, von denen sie in verschiedenen Folk-Clubs in der Gegend von Los Angeles gehört wurden. Dazu gehörten mehrere Leute, die später für die Entwicklung des damals aufkeimenden südkalifornischen Country-Rock-Sounds verantwortlich werden sollten. Jim Messina (Buffalo Springfield, Poco, Loggins and Messina) meint dazu: "Diese drei Jungs waren wahrscheinlich das, was dem am nächsten kam, wohin wir alle strebten. Sie waren die Speerspitze, auch wir wollten in diese Richtung. Sie waren das Ziel, das seine Schärfe noch nicht ganz gewonnen hatte. Ich bekam meine erste Telecaster von Rick Cunha."
Hearts and Flowers unterschrieben im Dezember 1966 einen Vertrag mit Folk World, einem kurzlebigen Unterlabel von Capitol Records. Bei den Aufnahmen für die erste LP Now is the Time for Hearts and Flowers wurde das Trio von Studiomusikern ergänzt und in eine mehr folkloristische Richtung gelenkt. Auf Tournee wirkten auch einige weitere Musiker mit, darunter Terry Paul (Kris Kristofferson), Pete Carr (The Hour Glass) und Karen Carpenter (The Carpenters).
Bald traten Spannungen auf, wohin die künstlerische Ausrichtung der Gruppe gehen sollte. Rick Cunha verließ Hearts and Flowers im Herbst 1967, um Country-Musik zu schreiben und zu produzieren.
Bernie Leadon ersetzte Rick Cunha für das zweite Album Of Horses, Kids, and Forgotten Women, das im Jahr 1968 erschien. Bernie Leadon war Larry Murray gut bekannt, da sie gemeinsam in The Scottsville Squirrel Barkers gespielt hatten, einer Bluegrass-Gruppe aus San Diego, zusammen mit Chris Hillman (Byrds, Flying Burrito Brothers, Manassas) und Kenny Wertz (Flying Burrito Brothers, Country Gazette).
Zur Mitte der sechziger Jahre spielten Hearts and Flowers unter anderem im Ledbetter's in Los Angeles, in Doug Weston's Troubadour, im Whisky a Go Go und im Ash Grove, hauptsächlich als Vorgruppe. Einige der Künstler, mit denen sie gemeinsam auftraten, waren die Doors, Bill Monroe, Buffalo Springfield und Blue Cheer. Nachdem sie zwei Alben ohne größeren Erfolg aufgenommen hatte, löste sich die Gruppe 1968 auf.
Larry Murray behauptet, die Gruppe sei "in einem gewissen Trott" gewesen und jedes Mitglied habe auch mit verschiedenen anderen Musikern gearbeitet. "Aber durch eine einfache Wendung des Schicksals hätten wir groß werden können. Wir hatten das Zeug dazu, wir hatten eine Menge Charisma, die Persönlichkeit der Gruppe war erstaunlich. Aber ich glaube, wir waren geschäftlich nicht entschlossen genug. Wir neigten dazu, mit Verlierern zu arbeiten, weil sie weniger Druck ausübten, und wir wichen den Leuten mit echtem Druck aus, deren Ärsche wir hätten küssen sollen. Aber man tut, was man tut. Alles, was wir damals machten, schien uns genau das Richtige zu sein."
Die Auflösung der Gruppe kam unglücklicherweise kurz vor der Veröffentlichung des bahnbrechenden Country-Rock-Albums der Byrds, Sweetheart of the Rodeo, und der anschließenden Gründung der Flying Burrito Brothers, die beide für den Aufschwung dieser Musikrichtung ausschlaggebend waren.
Die beiden hinterlassenen LPs von 1967 und 1968 zeichnen sich durch gelungene Harmonien, abwechslungsreiche Kompositionen und saubere Spielweise aus. Sie erschienen 1995 zusammengefasst auf einer CD und 2002 als Doppel-CD, zusammen mit 13 bis dahin unveröffentlichten Stücken.

## Diskographie
- 1967: Now Is the Time for Hearts and Flowers
- 1968: Of Horses, Kids, and Forgotten Women
- 2002: The Complete Hearts and Flowers

## Weblink
- Hearts and Flowers bei Discogs